# Gody w Kanie Galilejskiej (obraz Paola Veronesego)
Gody w Kanie Galilejskiej (Wesele w Kanie) – obraz włoskiego malarza renesansowego Paola Veronesego, powstały między 1562 a 1563 dla Klasztoru św. Jerzego w Wenecji na wyspie San Giorgio Maggiore.
Benedyktyni weneccy zamówili obraz dla swego refektarza w 1562. Obraz miał być olbrzymi i monumentalny, miał zakrywać całą ścianę i stwarzać perspektywiczne wrażenie otwierającej się przestrzeni. Sukces dzieła sprawił, iż inne wspólnoty monastyczne zaczęły doceniać i zamawiać u Veronesa podobne dzieła. Pomimo swych rozmiarów w 1797 obraz został wyjęty z ram, zwinięty i wywieziony przez wojska Napoleona do Francji. Obecnie obraz znajduje się w Luwrze.

## Tematyka
Tematem obrazu są opisane w Ewangelii Jana Gody w Kanie Galilejskiej, w których miał uczestniczyć Jezus Chrystus wraz z Maryją i Apostołami. Uczta ta, która odbyła się w Kanie w Galilei, miała być tłem dla pierwszego cudu Jezusa − przemiany wody w wino.
Veronese ukazał postać Chrystusa w samym centrum obrazu. Obok Zbawiciela siedzi Matka Boża i Uczniowie. Na obrazie postacie biblijne wymieszane są namalowanymi w strojach z epoki malarza wenecjanami. Młodzi siedzą po lewej stronie dzieła, starosta zaś po prawej. Artysta przedstawił około 130 biesiadników. Samego siebie Veronese przedstawił na pierwszym planie, to jeden z muzykantów ubrany na biało, grający na violi da gamba. Na obrazie zostało przedstawionych wiele symboli religijnych, m.in. krojone na tarasie mięso ma być odniesieniem do ofiary Chrystusa i Eucharystii; służba roznosi biesiadnikom owoce pigwy – symbol małżeństwa.